# Indochinakrieg
Haiphong – Hanoi – Papillon – Léa – Ceinture – Route Coloniale 4 – Vĩnh Yên – Mạo Khê – Sông Đáy – Hòa Bình – Nghia Lo
– Lorraine – Nà Sản – Bretagne – Adolphe – Laos I – Atlante – Camargue – Hirondelle – Brochet – Mouette – Laos II – Điện Biên Phủ –  Mang-Yang-Pass
Der Indochinakrieg (1946 bis 1954), auch als Erster Indochinakrieg oder Französischer Indochinakrieg bezeichnet, war ein Krieg in Französisch-Indochina zwischen Frankreich und der Liga für die Unabhängigkeit Vietnams (Việt Minh), die unter der Führung der vietnamesischen Kommunisten stand. Die französische Seite versuchte, ihre politische Herrschaft in der Kolonie wieder herzustellen. Die Việt Minh verfolgten das Ziel eines unabhängigen und kommunistischen Vietnams. Die französische Kolonialmacht war durch die japanische Einflussnahme und Besetzung der Kolonie im Zweiten Weltkrieg, welche die Việt Minh für die Machtübernahme im Nordteil des Landes im Rahmen der Augustrevolution nutzten, vorübergehend entmachtet worden. Nach einer kurzen Phase der Koexistenz zwischen den Việt Minh und den wiedererstarkenden Franzosen kam es 1946 zum Ausbruch gewalttätiger Auseinandersetzungen.
Bis 1949 war der Konflikt vor allem ein Guerillakrieg der Việt Minh gegen die Kolonialmacht. Ab 1949 entwickelte sich der Konflikt durch die Aufrüstung der Việt Minh durch die im Chinesischen Bürgerkrieg siegreiche Volksrepublik China und die Unterstützung der USA für Frankreich zu einem Stellvertreterkrieg innerhalb des Kalten Krieges. Die militärisch zunehmend unter Druck geratene Kolonialmacht willigte nach der Niederlage von Điện Biên Phủ auf der Indochinakonferenz 1954 in Genf in eine Verhandlungslösung ein, die maßgeblich von China bestimmt war und die durch die Intervention der USA in die Teilung Vietnams mündete. Diese Teilung des Landes führte schließlich zum Vietnamkrieg. Die von den Việt Minh unterstützten kommunistischen Bewegungen des Pathet Lao und der Khmer Issarak legten auch in den nichtvietnamesischen Teilen Indochinas den Grundstein für spätere kommunistische Guerillabewegungen. Der Krieg war Teil einer Kette von militärischen Auseinandersetzungen, die in den Ländern Indochinas von 1941 bis 1979 stattfanden.

## Hintergrund

### Französische Kolonie in Indochina
Während seiner kolonialen Bestrebungen in Südostasien traf Frankreich auf das Kaiserreich Vietnam, das auf eine eineinhalbtausendjährige staatliche Tradition als chinesische Provinz und ab dem 10. Jahrhundert als eigenständige Monarchie zurückblicken konnte. Die französische Landnahme erfolgte ab 1858 im Süden Indochinas unter Einsatz von militärischer Gewalt, 1887 war die Kolonisierung der Region abgeschlossen worden. Die französische Kolonialpolitik teilte das Land anschließend in die zwei Protektorate Annam und Tonkin sowie das direkt als Kolonie verwaltete Cochinchina auf. Der Kaiser blieb an der Spitze des Kolonialstaates, die politische und militärische Macht lag jedoch bei den Kolonialbehörden und ihren Vertretern. Die Eliten des vietnamesischen Kaiserreichs empfanden die Unterwerfung durch eine fremde Macht als traumatisch. Die Bevölkerung geriet durch die folgende ausbeuterische Politik rasch in wirtschaftliche Bedrängnis.
Zur Wiederherstellung der unabhängigen Monarchie erhob sich kurz darauf die militante Helft-dem-König-Bewegung, deren Guerillakrieg die Kolonialmacht jedoch bis 1897 zu ihren Gunsten entscheiden konnte. Unter der anhaltenden französischen Kolonialherrschaft konzentrierten sich die Ländereien zunehmend auf immer weniger Besitzer. Die neuen Großgrundbesitzer, europäische Siedler und ein Teil der einheimischen Elite, verpachteten ihr Land wiederum an die wachsende Gruppe der landlosen Bauern. So bildete sich binnen kurzer Zeit in der vietnamesischen Gesellschaft eine wohlhabende Schicht, die von der Kolonialherrschaft profitierte und ihr loyal gegenüberstand. Unter den Einheimischen, die in diese Elite aufstiegen, waren viele Katholiken. In Cochinchina waren in manchen Landstrichen mittlerweile rund 70 Prozent des Bodens in die Hände von Großgrundbesitzern übergegangen. Der Anteil des einheimischen kommunalen Landaufteilungssystems in Cochinchina war auf 3 Prozent der Fläche zusammengeschrumpft. Im mittleren Teil des Landes Annam und im Nordteil Tonkin verblieb rund ein Fünftel bis ein Viertel des Landes in kommunaler Hand; der ökonomische Druck zu dessen Aufgabe wurde jedoch immer größer. In den 1930er Jahren waren rund 90 Prozent der etwa 18 Millionen Vietnamesen Bauern, die Hälfte davon ohne Landbesitz. 0,3 Prozent der Landbesitzer kontrollierten 45 Prozent der gesamten bewirtschafteten Fläche; 97,5 Prozent der Landbesitzer hatten nur kleine Parzellen unter fünf Hektar. Die Bauern gerieten durch das Pachtsystem und Ernteausfälle häufig unter finanziellen Druck und mussten Kredite aufnehmen. Dies führte zu einem Aufblühen von Kleinkreditgebern unter der chinesischen Minderheit im Land und den aus der französischen Kolonie in Indien gekommenen Einwanderern. Die Ungleichheit der Besitzverhältnisse wurde durch ein hohes Bevölkerungswachstum der Landbevölkerung weiter verschärft.
Während des Ersten Weltkriegs setzte die französische Kolonialregierung den bereits politisch kaltgestellten Kaiser Duy Tân endgültig ab, nachdem dieser unter für Europa bestimmten Kolonialsoldaten zur Meuterei aufgerufen hatte. In der Zwischenkriegszeit kam es zu einer Ausweitung der publizistischen und politischen Tätigkeit der einheimischen Bildungselite, die aus einigen tausend Menschen bestand. Die neue Generation setzte sich vom traditionellen konfuzianischen Credo ihrer Vorväter ab und propagierte stattdessen eine radikale kulturelle und soziale Modernisierung des Landes. Die oppositionelle Bewegung fand innerhalb der Bevölkerung breite Zustimmung und konnte Mitte der 1920er Jahre bei Demonstrationen rund 25.000 Menschen mobilisieren. Zur selben Zeit bildete sich aus einer kleinen, oft im Exil agierenden protokommunistischen Bewegung die Kommunistische Partei Indochinas (KPI). Die etwa fünfzig führenden Vertreter der KPI wurden in Moskau an der Fernosthochschule ausgebildet. Anfang der 1930er Jahre gelang es der KPI während der Aufstände von Nghe-Tinh, mehrere tausend militante Anhänger innerhalb der Landbevölkerung zu mobilisieren. Neben der kommunistischen Unabhängigkeitsbewegung entwickelten sich auch mehrere nationalistische Organisationen. Die prominenteste von ihnen, die VNQDD, konnte sich eine breite Unterstützerbasis in Tonkin aufbauen und versuchte 1930, durch die kurzlebige Meuterei zweier Kompanien Kolonial-Infanterie in Yen Bai einen bewaffneten Widerstand gegen die Kolonialmacht zu beginnen. Infolge der Geschehnisse kam es zu mehreren Bombenattentaten auf französische Ziele in den Städten von Indochina. Durch die politischen und wirtschaftlichen Spannungen im Land bildeten sich zudem die an den Buddhismus angelehnten Sekten der Cao Dai (1926) und der Hoa Hao (1939). Ihren Einfluss im Machtgefüge der Kolonie erhielten diese Gruppierungen durch ihre überregionale Struktur und durch eigene Milizen.

### Machtverlust des Kolonialstaats als Folge des Zweiten Weltkriegs

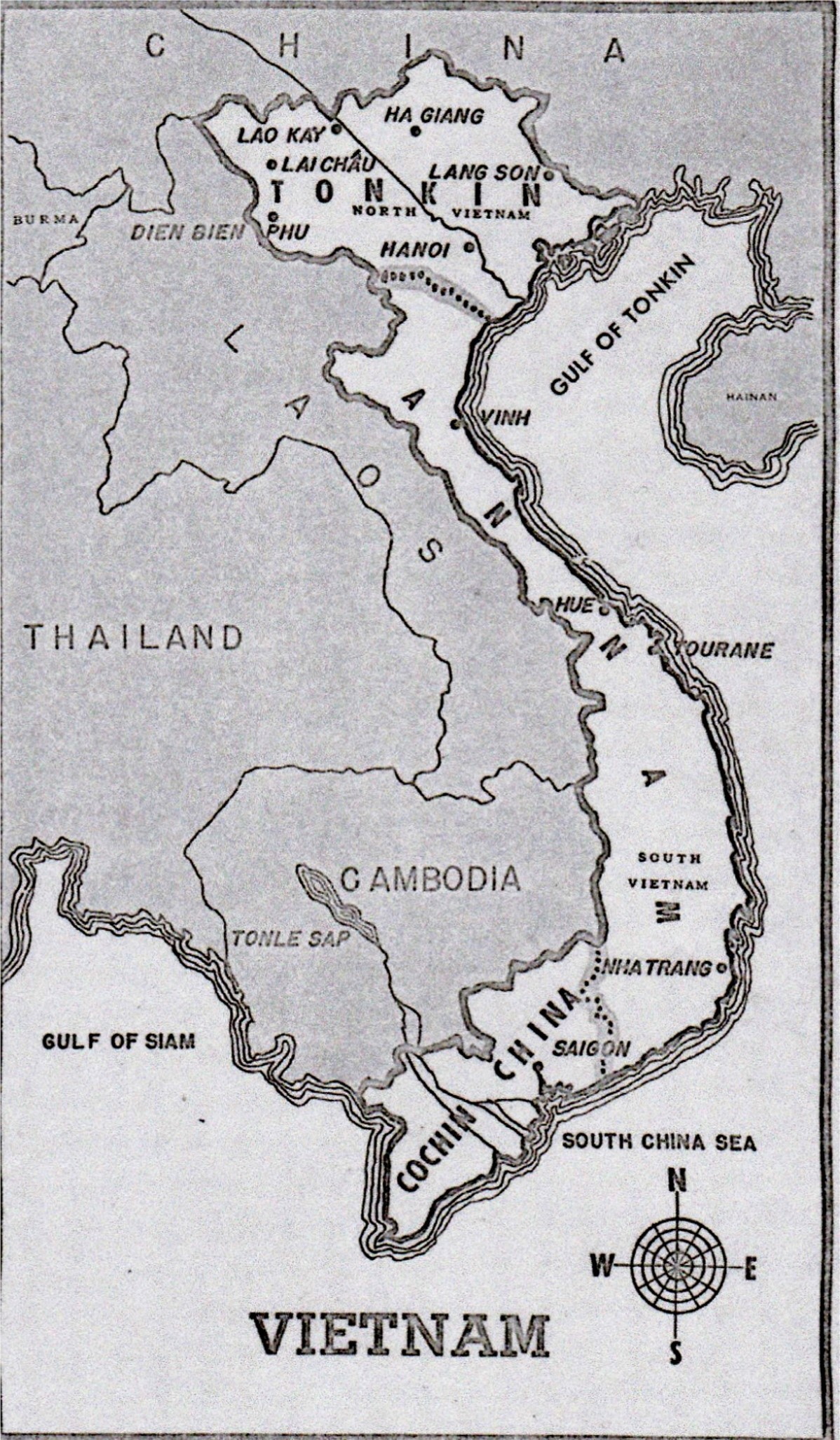
US-amerikanische Karte Indochinas nach dem Zweiten Weltkrieg; hervorgehoben die Teilung Vietnams in die drei Teilstaaten Tonkin, Annam und Cochinchina

Während des Zweiten Weltkriegs wurde Frankreich als Kolonialmacht durch die Niederlage von 1940 geschwächt. Die Kolonie geriet mehr und mehr in die Einflusssphäre Japans, was die Kontrolle der Kolonialmacht weiter schwächte. Im Hinterland Tonkins konstituierte sich die Organisation der Việt Minh, die als Guerillaorganisation unter Kontrolle der Kommunistischen Partei Indochinas die Unabhängigkeit anstrebte. Diese setzte sich in Nordvietnam an der Grenze zu China in schwer zugänglichen Gebirgsregionen fest, die von Minderheiten mit geringer Bindung an den Kolonialstaat bewohnt wurden. Die Offiziere Võ Nguyên Giáp und Chu Văn Tấn formulierten den Plan, mit einer an der Peripherie aufgebauten Guerillaarmee die Macht in der Kolonie zu übernehmen. Im Rahmen der Hungersnot in Vietnam 1945 erwarben sich die Việt Minh die Loyalität von Millionen Bauern durch Requirierung und Verteilung von Reis.
Im März 1945 übernahmen japanische Truppen die direkte Kontrolle in der ehemaligen Kolonie. Nach der Kapitulation Japans gelang es den Việt Minh, in der Augustrevolution die Städte Hanoi, Saigon und Huế unter ihre Kontrolle zu bringen. Am Tag der japanischen Kapitulation, dem 2. September 1945, rief Ho Chi Minh die Unabhängigkeit der Demokratischen Republik Vietnam aus. Die Führung des japanischen Marionettenstaats in Indochina um Kaiser Bảo Đại leistete keinen Widerstand. Die bestimmende Herausforderung für die DRV bestand in der Sicherung der Ernährungslage der Bevölkerung. In der ersten Jahreshälfte 1946 war die Mehrheit der Bevölkerung in Tonkin auf eine Mahlzeit pro Tag beschränkt. Die kommunistische Regierung konnte durch Rationierung und Kommandowirtschaft sowie den zusätzlichen Anbau von Mais, Yams und Hülsenfrüchten ab der Mitte des Jahres eine Besserung der Ernährungslage erzielen.

### Wiedererstarken der Kolonialmacht nach dem Zweiten Weltkrieg
Die politische Führung des Freien Frankreich hatte stets die Wiederherstellung der Souveränität über all seine Kolonialgebiete beansprucht. Anlässlich der japanischen Machtübernahme hatte de Gaulle nochmals den territorialen Status quo der Kolonie sowie die französische Oberhoheit über deren Verteidigungs- und Außenpolitik bekräftigt. Im August 1945 landeten britische Truppen unter dem Kommando von General Douglas Gracey in Saigon. Die ersten Truppen des französischen Expeditionskorps CEFEO erreichten Cochinchina im September 1945. Bis zum November konnten die Kolonialtruppen die Kontrolle über die neuralgischen Punkte in Cochinchina wiederherstellen. Kurz nach der Machtübernahme der Alliierten in Saigon kam es am 23. September zu Gewaltakten ehemals von den Japanern internierter Franzosen an der vietnamesischen Zivilbevölkerung der Stadt. Zwei Nächte später wurden im Massaker in der Cité Heraud mehrere Hundert Europäer und Mischlinge als Geiseln genommen. Rund vierzig wurden getötet, die Geiseln wurden Opfer von Gewaltakten und sexuellen Übergriffen. Internationale Untersuchungen machten das kriminelle Syndikat der Bình Xuyên für die Übergriffe auf die Europäer verantwortlich. Ebenso eskalierten während der französischen Militäroperationen in Teilen des Deltas die bestehenden ethnischen Spannungen zwischen Khmer Krom und Vietnamesen in wechselseitigen Massakern und Plünderungen. Die Spannungen wurden dadurch verstärkt, dass die Franzosen in Ermangelung einer ausreichenden Zahl an vietnamesischen Kollaborateuren Angehörige der Khmer Krom als Hilfstruppen bewaffneten.
Im März 1946 übergaben die Briten formell das Kommando an den Befehlshaber des Expeditionskorps, Generalmajor Leclerc. Der Nordteil des Landes wurde gemäß der Potsdamer Konferenz nördlich des 16. Breitengrads von Truppen der Republik China besetzt. Diese ließen die Việt Minh gewähren. Ein Abkommen, bei dem Frankreich gegenüber der Republik China alle kolonialen Rechte in China aufgab, regelte den Abzug der Chinesen. Im März 1946 gelang Frankreich ein Kompromiss mit Ho Chi Minh, indem es zunächst die Unabhängigkeit Vietnams im Rahmen der Union française akzeptierte. Dieser Kompromiss war durch die chinesische Weigerung zustande gekommen, ohne ein Abkommen französische Truppen in Tonkin landen zu lassen. Der Kompromiss zwischen Frankreich und der kommunistischen Führung in Hanoi erlaubte die Stationierung von zwei Divisionen der Franzosen in Tonkin. Im Oktober 1946 versuchten die französischen Truppen, entgegen dem vereinbarten Kompromiss in der Hafenstadt Haiphong die französische Zollhoheit wiederherzustellen. Als sie auf Widerstand stießen, reagierte das französische Militär mit einem Bombardement der Stadt, das zu mehreren tausend Opfern der vietnamesischen Zivilbevölkerung führte. Im Dezember 1946 entschloss sich die französische Seite, die Việt Minh militärisch zu bekämpfen und den alten Status der Kolonie wiederherzustellen. Die eigentlichen Kämpfe begannen am 19. Dezember mit der Sprengung des Elektrizitätswerks und Angriffen auf Hanoi durch die Truppen des Oberbefehlshabers des vietnamesischen Militärs, General Giap. Dies wurde in der zeitgenössischen französischen Presse als Kriegsbeginn dargestellt. Die vietnamesische Seite sah die Bombardierung Haiphongs am 20. November 1946 als eigentlichen Kriegsbeginn an.

## Militärische Kräfteverhältnisse

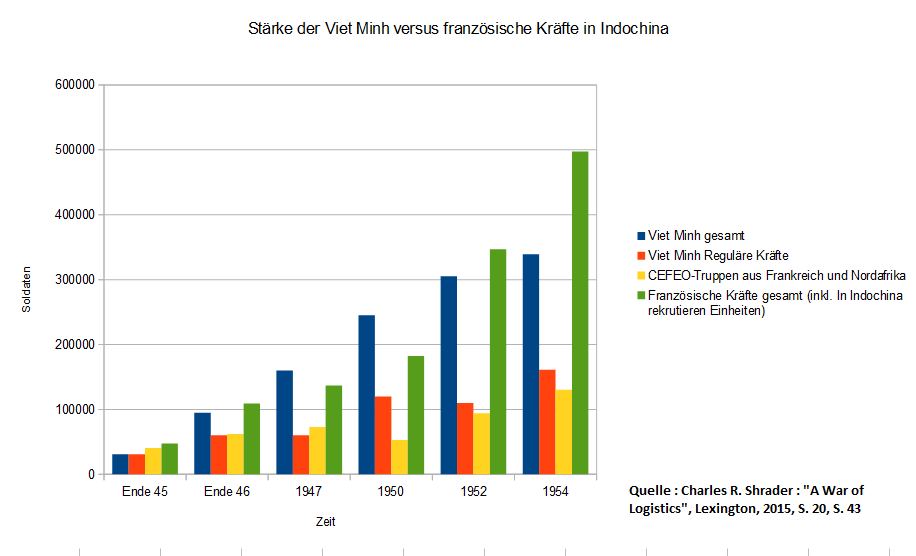
Graphische Darstellung der Kräfteverhältnisse zwischen Việt Minh und französischen und pro-französischen Truppen während des Indochinakriegs

Der militärische Apparat der Việt Minh wurde 1944 in den Rückzugsräumen innerhalb Vietnams gegründet. Der wichtigste Basisraum war dabei der Viet Bac im Norden Tonkins nahe der Grenze zu China. Weitere Basengebiete befanden sich im südlichen Tonkin und in Annam südlich von Hue. In Cochinchina verfügten die Việt Minh nur über eine kleine Operationsbasis im Süden des Mekongdeltas. Die Führung der Việt Minh propagierte auf der Basis der Doktrinen Mao Zedongs einen dreiphasigen Kriegsverlauf mit dem Ziel, die Unabhängigkeit Vietnams durch einen militärischen Sieg zu erringen. In der ersten Phase sollten die Streitkräfte der Việt Minh vorwiegend defensiv agieren und nur durch Guerillaaktionen ihr Einflussgebiet erweitern. Nachdem genug reguläre Truppen aufgestellt und die notwendige Logistik für diese geschaffen waren, sollte der Krieg in eine Phase der „Parität“ übergehen, in der die Việt Minh in lokal begrenzten konventionellen Operationen das von ihr kontrollierte Gebiet weiter ausdehnen sollten. In der finalen Phase sollten überlegen agierende Viet-Minh-Kräfte in überregional mobilen Operationen der Kolonialmacht die militärische Kontrolle über das Land entreißen.
Der Oberkommandierende Võ Nguyên Giáp fasste die Strategie in einer Publikation nach dem Krieg folgendermaßen zusammen:

„Nur ein langjähriger Krieg könnte es uns ermöglichen, unsere politischen Trumpfkarten vollkommen zu nutzen, unseren materiellen Nachteil zu überwinden und unsere Schwäche in Stärke zu verwandeln. […] Wir müssen unsere Stärke während des Kriegsverlaufs ausbauen.“

Die Organisation der Việt Minh wurde analog dieser Doktrin gebildet und umfasste drei getrennte Truppenorganisationen. Die Guerillakräfte waren vorwiegend Teilzeitsoldaten, die in der Nähe ihres Wohn- und Arbeitsortes operierten. Die Gruppen rekrutierten sich aus einem oder mehreren Dörfern und führten Guerillaaktionen, Sabotageaktionen und Nachrichtenaufgaben durch. Die nächste Stufe bildeten regional organisierte, konventionell ausgerüstete Vollzeitsoldaten, die innerhalb eines Territoriums in Bataillons- bis Regimentsstärke eng mit den Guerillas zusammenarbeiteten. Die Spitze bildeten als leichte Infanterie ausgerüstete reguläre Kräfte, welche dem Generalstab unterstellt waren und in ganz Indochina zum Einsatz kommen sollten. Die Việt Minh begannen im September 1945 mit rund 31.000 regulären Soldaten. Zur Jahreswende 1948/49 waren die regulären Truppen auf 75.000 angewachsen, die Regional- und Guerillatruppen stellten 175.000 Mann. Ende 1954 erreichten die Việt Minh 161.000 reguläre Soldaten, 68.000 Regionaltruppen und 110.000 Guerillas.
Die Kräfte der Việt Minh wurden durch ein ausgeklügeltes Logistiksystem unterstützt, welches Nahrungsmittel- und Materialversorgung zumeist durch Träger sicherstellte. Die Stärke des zivilen Logistikpersonals variierte während des Krieges von rund 30.000 bis 300.000 Personen.
Dabei diente als Finanzierungsquelle die Abschöpfung der Reisernte und der Arbeitskraft der politisch vom Việt Minh kontrollierten Gebiete. Die Versorgung der rund 300.000 Soldaten der Việt Minh erforderte die Heranbringung und Verteilung von rund 110.000 Tonnen Nahrungsmitteln, vorwiegend Reis. Um den Bedarf im Kampfgebiet des Nordens zu decken, führten die Việt Minh in größerem Umfang Reis aus dem überwiegend pro-französischen Südteil des Landes ein. Die Việt Minh konnten sich durch Tarnung, enge Vernetzung mit der Bevölkerung und hohe Mobilität ihrer Einheiten und Lager meist dem Zugriff der Kolonialstreitkräfte entziehen.
Im Sommer 1945 zog sich ein kommunistisches chinesisches Regiment aufgrund militärischen Drucks der Nationalisten im Chinesischen Bürgerkrieg nach Tonkin zurück. Sie wurden dort von den Việt Minh unterstützt und versteckt. Diese erhielten im Gegenzug Ausbildungshilfe von den chinesischen Exilanten. Dabei wurden bis 1947 rund 830 Soldaten und Offiziere durch chinesische Kader ausgebildet. Nach dem Sieg der chinesischen Kommunisten im Bürgerkrieg erhielten die Việt Minh ab 1949 direkte Lieferungen mit Militär- und Zivilmaterial aus der Volksrepublik China. Schätzungen gehen von mehr als hunderttausend Infanteriewaffen und mehr als viertausend Geschützen aus. Dabei waren mehr als neun Zehntel des Materials US-amerikanischer Herstellung und im Bürgerkrieg oder im Koreakrieg erbeutet worden.
Um eine reibungslose Lieferung der Waffen- und Versorgungsgüter zu gewährleisten, bauten auf der chinesischen Seite der Grenze rund 100.000 Zwangsarbeiter vier Fernstraßen in Richtung Tonkin. Rund 15.000 bis 20.000 Rekruten der Việt Minh wurden ab 1950 pro Quartal in den chinesischen Provinzen Yunnan und Guangxi mit Hilfe des chinesischen Militärs ausgebildet. Ebenso entsandte die Volksrepublik im August eine Militärmission aus mehreren hundert meist hohen Offizieren unter dem Kommando von General Wei Guoqing nach Nordvietnam. Diese standen den Việt Minh auf Divisions- und Oberkommandoebene als Militärberater zur Seite. Die Sowjetunion hielt sich mit der Unterstützung der Việt Minh zurück. In geringem Umfang erfolgten Hilfslieferungen aus der DDR und aus der Tschechoslowakei.
Die französischen Bodentruppen in Indochina bestanden im Dezember 1945 fast ausschließlich aus dem 47.000 Soldaten starken Expeditionskorps CEFEO. Im Dezember 1946 war dieses auf rund 89.000 Soldaten angewachsen und wurde von 14.000 einheimischen Soldaten unterstützt. Ende 1950 kämpften 87.000 Soldaten des Expeditionskorps und 85.000 indigene Truppen gegen die Việt Minh. Im Juli 1954 umfassten die französischen Truppen 313.000 einheimische Soldaten und 183.000 Mitglieder des Expeditionskorps.
Keine französische Regierung zog während des Krieges den mehrmals von verschiedenen Militärs geforderten Einsatz von Wehrpflichtigen in Indochina jemals ernsthaft in Betracht. Infolgedessen diente die Fremdenlegion als unverzichtbare Reserve zur Führung des Indochinakriegs, die zumeist die kampfkräftigsten Verbände des Expeditionskorps stellte. Während des Krieges dienten insgesamt 78.833 Legionäre in Indochina. Um den Personalbedarf des CEFEO zu decken, wurden massiv Kolonialtruppen aus Nordafrika zum Dienst in Indochina abgestellt. Ab 1948 versuchte das französische Militär durch Anwerbung von Einheimischen unter dem Schlagwort des jaunissement (deutsch „Gelbfärbung“) ihren Personalbedarf aus der Kolonie selbst zu decken. Zu jeder Zeit waren rund 60 % der eingesetzten Kombattanten keine französischen Staatsangehörigen. Im selben Jahr ermöglichte die französische Regierung den aufgrund ihrer Zugehörigkeit zu Verbänden des Regimes von Vichy oder der Waffen-SS Verurteilten Straferlass im Gegenzug zum Einsatz im Fernen Osten. Ab 1948 meldeten sich rund 4000 inhaftierte Franzosen.
Um die Personalstärke der Fremdenlegion von knapp 20.000 Soldaten, die im CEFEO dienten, zu halten, griff die Legion auf vorwiegend deutsche Freiwillige zurück. Deren Anteil an den eingesetzten Legionären stieg von rund 35 % in den 1940er Jahren auf rund 55 % im Jahre 1954 an. In vielen in Indochina stehenden Einheiten der Legion wurde Deutsch zu einer Lingua franca der Legionäre. In den Jahren 1945 und 1946 schlossen sich bis zu 5000 deutsche Kriegsgefangene der Legion an, die damals knapp ein Drittel der Rekruten der Legion stellten. Offiziellen Befehlen nach sollte Angehörigen der Waffen-SS oder Kriegsverbrechern der Dienst verwehrt bleiben, was jedoch häufig von den Rekrutierungsstellen nicht beachtet wurde. Die Rekrutierung deutscher Gefangener war sowohl in Deutschland als auch in Frankreich kontrovers und führte in Frankreich zu öffentlichen Unmutsäußerungen gegenüber der Truppe. Das Ausmaß der Gefangenenrekrutierung wurde jedoch in beiden Öffentlichkeiten überschätzt. Pierre Thoumelin wirft sogar die Frage auf, ob deutsche Kriegsverbrecher aus den Reihen von ehemaligen Elitetruppen (z. B. Fallschirmjäger) gezielt rekrutiert wurden, um ihre Erfahrungen aus dem Kampf gegen die Partisanen auf dem Balkan zu nutzen.
In der ersten Phase des Krieges herrschte bei den französischen Kräften ein relativer Mangel an Material und modernen Fahr- und Flugzeugen. Vor dem Hintergrund des sich zuspitzenden Kalten Krieges schwenkte die US-Regierung ab 1949 nach anfänglicher Zurückhaltung zu direkter materieller Unterstützung der französischen Kriegsführung um. Dies führte dazu, dass sowohl die französischen Kräfte in Indochina wie auch die 1949 gebildeten Nationalarmeen der von Frankreich abhängigen Staaten Vietnam, Laos und Kambodscha vollständig mit modernem US-Material ausgerüstet wurden. Von 1950 bis 1954 lieferten die USA rund 30.000 Kraftfahrzeuge, rund 360.000 Schusswaffen, 1880 Panzer und gepanzerte Fahrzeuge sowie rund 5000 Artilleriegeschütze. Die französischen Kräfte erhielten ebenso 305 Flugzeuge und 106 Schiffe. Unter diesen befanden sich zwei Leichte Flugzeugträger. Im Verlauf des Krieges deckten US-amerikanische Materiallieferungen rund 70 % des Bedarfs der französischen Streitkräfte. Unter anderem wurden mehr als 500 Millionen Schuss für Infanteriewaffen und mindestens zehn Millionen für Geschütze ausgeliefert. Das französische Logistiksystem basierte auf während der Kolonialzeit entstandenen fixen Depots zumeist in den Bevölkerungszentren. Die Hauptlast der Transporte wurde von Lastwagen getragen. Daneben wurden auch Transporte über Flussschifffahrt und Eisenbahn durchgeführt. Transporte durch Träger und Packtiere nahmen eine nebensächliche Rolle ein. Auf allen Ebenen waren die Nachschubtransporte der Franzosen Guerillaangriffen und Sabotage der Việt Minh ausgesetzt. Dies führte zu einer Verlagerung hin zum Lufttransport via Flugplatz oder Fallschirmabwurf. In begrenztem Umfang wurden auch Hubschrauber eingesetzt. Dabei entwickelten sich zwei getrennte Logistiksysteme. Neben dem statischen System, mit dem die Truppen an den Bevölkerungszentren versorgt wurden, war ein schnell reagierendes System für die Unterstützung von Kampftruppen in schwierigem und abgelegenem Gelände notwendig.
Beide Seiten hatten mit hohen Desertionszahlen zu kämpfen. Für die Việt Minh liegen weder von französischer noch von vietnamesischer Seite vollständige Zahlen vor, Schätzungen belaufen sich auf mehrere Zehntausend. Auf französischer Seite kam es zu rund 16.000 Desertionen unter den Truppen der CEFEO, vorwiegend in aus Einheimischen zusammengesetzten Kolonialeinheiten. Grund für die Desertionen waren meist Verstöße gegen die Disziplin oder andere Konflikte mit dem Gesetz. Politische Motive waren in der Minderheit. Die formal unabhängigen Einheiten der Armeen der mit Frankreich assoziierten Staaten hatten eine höhere Desertionsrate, hier entfernten sich rund 38.000 Mann von der Truppe. Mehr als vier Fünftel der Desertionen gab es während der letzten beiden Kriegsjahre 1953 bis 1954. Einige wenige hundert Soldaten liefen zu den Việt Minh über.

## Kriegsverlauf

### Kolonialkrieg

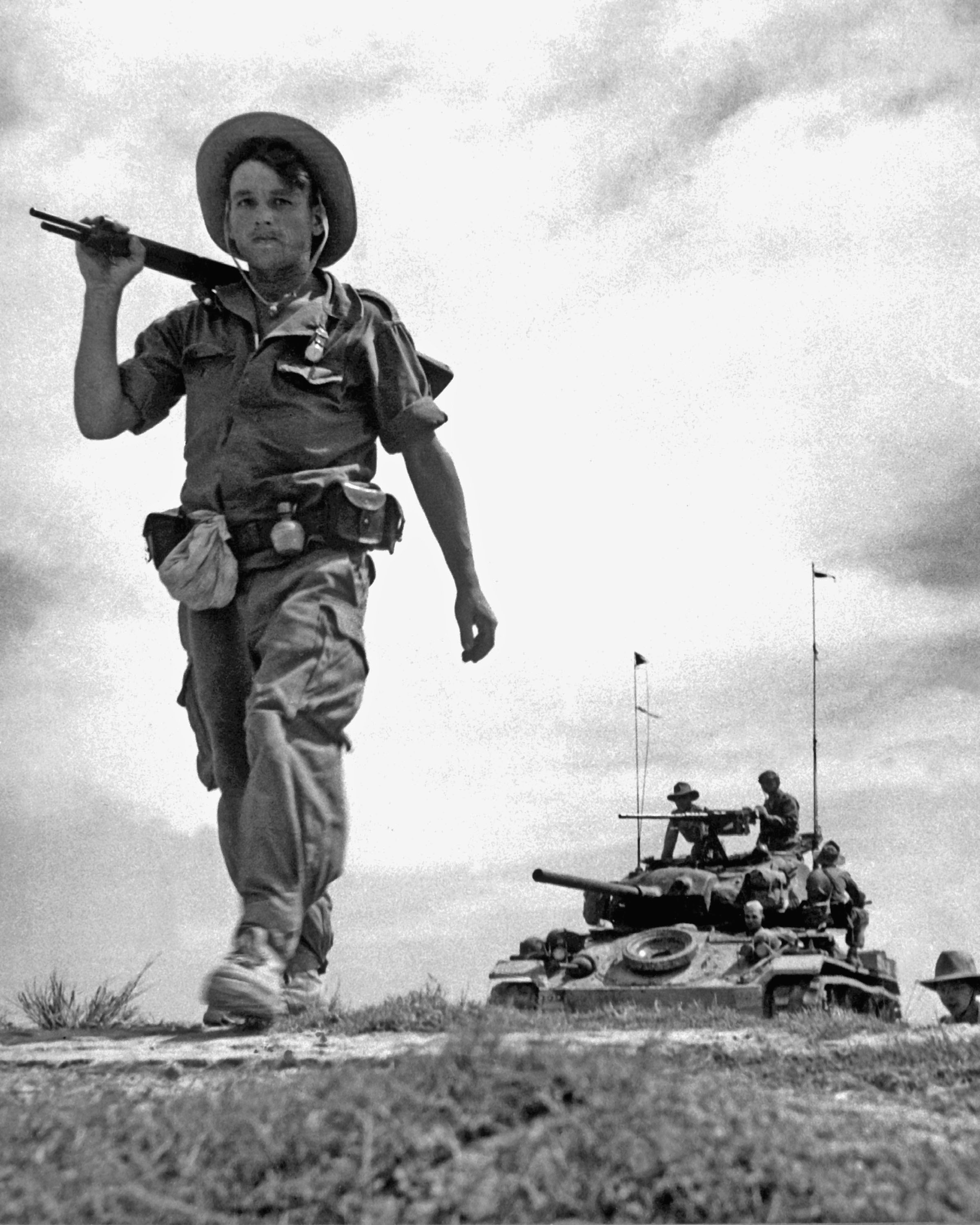
Französische Fremdenlegionäre patrouillieren 1954 zwischen Haiphong und Hanoi, der leichte Panzer im Hintergrund vom Typ M24 Chaffee stammte ursprünglich aus amerikanischen Beständen

Karte der territorialen Kontrolle in Indochina über die Zeit des Kriegsverlauf.
Kerngebiete der Việt Minh
Expansion der Viet Minh bis 1950/54
Französische Kontrolle bis Kriegsende

Die französischen Truppen benötigten bis Februar 1947, um die Việt Minh aus Hanoi, Haiphong und Hue zu verdrängen. Bis dahin hatten sie rund 1800 Tote zu verzeichnen, die Verluste der Việt Minh sind nicht bekannt. In Hanoi kam es zu umfangreichen Schäden an Gebäuden und Zivilbevölkerung. Die vietnamesische Führung und ihre Kader wichen auf ihre Basen in den unzugänglichen Gebieten des Viet Bac aus. Daraus resultierte ein Guerillakrieg, bei dem die französischen Kolonialtruppen die Städte kontrollierten, während sie im ländlichen Raum ständig gefährdet waren. Dabei waren die französischen Einheiten an die wenigen Straßen gebunden, während die Việt Minh zwar nicht offen auftreten konnten, aber die Bevölkerung für Aufklärung und Nachschub einsetzten. Die Việt Minh konnten in weiten Teilen des Landes eine parallele, verdeckt arbeitende Staatsmacht erhalten, welche Abgaben einzog, Propaganda machte, Alphabetisierungsprogramme durchführte und die Bevölkerung militärisch organisierte. Der Einfluss reichte so weit, dass Frauen die traditionelle Mutterrolle für junge Soldaten im Sinne einer Adoption für die Dauer des Krieges übernahmen und oft ganze Dorfgemeinschaften eingebunden waren. Ebenso gingen die Việt Minh mittels Terrorakten gegen als Kollaborateure wahrgenommene Einheimische vor. Die Kolonialbehörden setzten sämtliche ihnen verfügbaren nachrichtendienstlichen Mittel inklusive Folter ein, um in die Netzwerke der Việt Minh einzudringen, konnten diese jedoch nicht signifikant schwächen. Die französische Militärführung erkannte, dass die Guerilla nicht unter Kontrolle gebracht war, sondern dass nur ein instabiles Patt zwischen beiden Kräften bestand. So forderte Generalmajor Leclerc nach einer Inspektionstour Anfang 1947 die Aufstockung von rund 100.000 auf rund 500.000 Soldaten. Der französische Druck reichte, um die Việt Minh daran zu hindern, größere und dicht bevölkerte Gebiete als Befreite Zonen direkt zu beherrschen, und zwang die Guerilla, ständig in Bewegung zu bleiben. Eine Zerschlagung der Guerilla war den französischen Truppen jedoch nicht möglich. Der Versuch, die Führung und die logistische Basis durch einen Angriff mit Fallschirmtruppen im Viet Bac auszuschalten, ging im November 1947 mit dem erfolgreichen Ausweichen der Việt Minh zu Ende. Die Việt Minh steigerten innerhalb Tonkins ihre Guerillaaktivitäten insbesondere entlang der spärlichen Verkehrswege, so dass die französischen Truppen ab 1949 Nachschubkonvois nur noch als bewaffnete Gefechtsoperationen mit Luftunterstützung durchführten. Die Việt Minh stellten im Januar 1947 mit der 308. Infanteriedivision ihren ersten in Divisionsstärke operierenden Verband auf. Die Guerilla im Süden kam während des Jahres immer mehr in Konflikt mit den Sekten der Cao Dai und Hoa Hao. Diese wandten sich nach der Ermordung des Hoa-Hao-Führers Huỳnh Phú Sổ durch die Việt Minh den Franzosen zu.
Die Kolonialmacht versuchte 1949 durch die formale Unabhängigkeit der Staaten Vietnam, Laos und Kambodscha in enger Assoziation mit Frankreich der antikolonialen Bewegung eine nicht-kommunistische Alternative zu bieten. Dabei waren die indochinesischen Staaten innerhalb der Union française formal unabhängig, jedoch blieben französische koloniale Institutionen bestehen und Frankreich sicherte sich die Kontrolle über Militär, Wirtschaft und Außenpolitik. Der Staat Vietnam war auf die Person des Kaisers Bảo Đại zugeschnitten, der als Symbol der Kollaboration mit der Kolonialmacht galt. Dabei konnte Bảo Đại jedoch die Einheit des vietnamesischen Staats durch die Auflösung der unabhängigen Republik Cochinchina als nationalistisches Ziel gegenüber den Franzosen durchsetzen. Der Ostblock unter der Führung der Sowjetunion verwahrte sich gegen eine diplomatische Anerkennung der assoziierten Staaten und verhinderte per Veto deren Vollmitgliedschaft in den Vereinten Nationen. Der von Bảo Đại ernannte Premierminister Nguyen Phan Long versuchte durch eine konziliatorische Politik gegenüber den Việt Minh die Basis des Regimes zu erweitern. Der Führer des Untergrunds der Việt Minh im Süden, Nguyễn Bình, setzte der Politik der Regierung in Saigon eine politische und militärische Guerillabewegung im Winter 1949/50 entgegen. Dabei kam es zu Angriffen der Guerilla auf Provinzhauptstädte und zu Protesten und zivilem Ungehorsam in Saigon. Nguyen Phan Long wurde durch den ehemaligen Polizeioffizier Nguyen Phan Tam ersetzt, welcher unter Führung der französischen Militärs die Guerilla im Süden unterdrückte. Hierbei verloren die Việt Minh fast ihren gesamten Apparat im Süden und durch von ihnen verursachte zivile Opfer an Zulauf im Süden. Durch die Bildung von Nationalarmeen der drei Klientelstaaten unter dem Kommando der Franzosen erhoffte die französische Führung zusätzliche Soldaten gegen die Việt Minh zu gewinnen. Damit erfüllten sie auch eine Kernforderung der Vereinigten Staaten, die ihre Militärhilfe für die französische Seite deutlich aufstockte.

### Wendung zum Stellvertreterkrieg
Der Sieg der Volksrepublik China im Chinesischen Bürgerkrieg erwies sich für die Việt Minh als Wendepunkt des Krieges, da sie von nun an Militärhilfe von ihrem nördlichen Nachbarn erhielten. Im Januar 1950 erfolgte die diplomatische Anerkennung sowohl durch die VR China als auch durch die Sowjetunion. Die Militärführung der Việt Minh um Vo Nguyen Giap versuchte, die Militärhilfe vor allem in eine Regularisierung ihrer Einheiten zu übersetzen. So wurden noch im selben Jahr vier regulär operierende Divisionen der Việt Minh aufgestellt, denen 1951 die Aufstellung einer weiteren folgte. 1950 rief die Viet-Minh-Führung eine Offensive im gebirgigen Gelände an der Nordwestgrenze aus und griff in Regimentsstärke operierend französische Posten und Fahrzeugkolonnen an. Die Gefechte kulminierten in der Schlacht an der Route Coloniale 4 und stellten für die französische Führung und Öffentlichkeit einen Schock dar. Aufgrund der Verluste von rund 6000 Toten, Gefangenen oder Vermissten gab die französische Führung die Grenzregion auf, um ihre Kräfte auf das bevölkerungsreiche Delta zu konzentrieren.
Ein in seine Heimat zurückgekehrter Fremdenlegionär schilderte 1951 die Regularisierung der Việt-Minh-Kräfte folgendermaßen:

„Damals [1947] waren die Aufständischen in Indochina sehr schlecht ausgerüstet und ausgebildet. Ihr Kampf beschränkte sich auf Partisanenkriegführung, Heckenschützenkrieg und hier und da das Auslegen von Straßenminen, die manchmal beträchtliche Materialverluste verursachen konnten. Heute haben wir es mit einem tadellos ausgebildeten, gut gerüsteten Feind zu tun. Wie Frankreich auf die Dauer Indochina halten will ist uns Legionären kaum begreiflich.“

Die politische und militärische Führung der Việt Minh gelangte Anfang 1951 zu der Ansicht, dass die Voraussetzungen zum Übergang in die dritte und letzte Kriegsphase gegeben seien. Dazu sollten die regulären Divisionen in konventionellen Operationen das Delta um Hanoi erobern. Die Losung, bis zum Tet-Fest 1951 Hanoi wiedererobert zu haben, wurde öffentlich ausgegeben. Die französischen Streitkräfte konnten die Versuche der Việt Minh, in das Delta einzubrechen, jedoch bei Vĩnh Yên, Mạo Khê und am Sông Đáy zurückschlagen. Dabei sah der Oberbefehlshaber des CEFEO Jean de Lattre de Tassigny die Materiallieferungen der USA als entscheidend dafür an, die französische Kampfkraft – insbesondere der Luftwaffe – zu erhalten. Die Việt Minh mussten aufgrund der hohen Verluste die Offensiven einstellen und wandten sich nun wieder der Doktrin eines Abnutzungskrieges mit Guerillakräften zu. Die Niederlagen von 1951 führten zu einer Führungskrise innerhalb der Việt Minh. Die Verantwortung für das Scheitern des Übergangs in die letzte Kriegsphase wurde dem Führer der Việt Minh im Süden, Nguyễn Bình, angelastet, der die Offensive im Norden nicht ausreichend durch Guerillaaktionen unterstützt habe. Nguyễn Bình wurde auf der Rückreise aus dem Viet Bac nach Cochinchina von einer französischen Patrouille erschossen. Die Parteiführung kam 1952 zu dem Schluss, dass die Strategie, Aufstände in den Städten zu organisieren, am Repressionsapparat des Kolonialstaats und an der mangelnden Mobilisierung gescheitert sei. Als Reaktion darauf beschleunigte die Partei ihr Vorhaben einer Landreform in den von ihr kontrollierten Gebieten, um die bäuerliche Bevölkerung stärker zu mobilisieren.
Die Việt Minh wandten sich dem Nordwesten Indochinas zu mit dem Ziel, ihre Infrastruktur im Nordwesten Tonkins und in Laos auszubauen. Sie versuchten damit, die französischen Truppen in für sie ungünstiges Terrain zu locken. Sie konnten Ende 1952 Nghia Lo im zentralen Hochland besetzen und ein Fallschirmbataillon fast vollständig aufreiben. Als Antwort auf die Niederlage veranlasste der französische Oberbefehlshaber Raoul Salan die Opération Lorraine. Diese sollte Rückzugsgebiete der Việt Minh in Tonkin aufrollen, blieb aber weitgehend erfolglos. Bei der Schlacht um Nà Sản gelang es jedoch Salan, einen isolierten, luftversorgten Stützpunkt gegen eine Übermacht der Việt Minh erfolgreich zu verteidigen. Damit war ein erneuter Versuch der Việt Minh, die Kolonialtruppen in einer konventionellen Feldschlacht zu schlagen, gescheitert. Allerdings stieg die Fähigkeit der Việt Minh, gestützt auf ein von der Arbeitskraft der lokalen Bevölkerung abhängiges Logistiksystem, konventionell operierende Verbände ins Gefecht zu führen. Im Frühjahr 1953 überraschten die Việt Minh die französische Führung und Öffentlichkeit durch eine Invasion in Laos. Die Hauptstadt Luang Prabang konnte nur mit Mühe von den Kolonialtruppen gehalten werden.
Im Mai 1953 ernannte die Regierung unter Premierminister René Mayer Henri Navarre zum neuen Oberbefehlshaber der CEFEO. In internen Debatten hatte die französische politische Führung keinen Glauben mehr an einen militärischen Sieg im Indochinakonflikt, jedoch versprachen sich viele durch eine stärkere Einmischung der USA eine politische Wende. So äußerte sich René Mayer im privaten Kreis folgendermaßen:

„Es erscheint offensichtlich, dass unter den französischen Geschäftsleuten und Beamten, die Indochina gut kennen, niemand mehr daran glaubt, dass es möglich sei, die Viet Minh militärisch zu besiegen. Nichtsdestotrotz wurde die Ansicht verbreitet, dass weitere Anstrengungen durch Anstoßen direkter Hilfe Washingtons an Frankreich entscheidende Ergebnisse liefern könnten.“

Navarre erhielt den Auftrag, eine für eine Verhandlungslösung des Krieges günstige militärische Ausgangsposition zu schaffen. Der sogenannte Navarre-Plan sah vor, zunächst bis 1954 größere Offensiven zu vermeiden, um dann nach einer Umgruppierung und Vorgehen gegen die Guerillainfrastruktur im Süden den Việt Minh ab 1954 eine militärisch entscheidende Niederlage beizubringen. Ebenso unterstützte Navarre den Aufbau einer antikommunistischen Guerilla innerhalb des Viet-Minh-Gebiets durch die GCMA, eine formell dem Geheimdienst unterstehende Militäreinheit. Diese konnte unter Führung von Roger Trinquier mehrere tausend Partisanen aus dem Bergvolk der Hmong rekrutieren. Die Einheit arbeitete eng mit Opiumproduzenten innerhalb dieses Bevölkerungsteils zusammen und übernahm den Transport und Weiterverkauf an das kriminelle Syndikat der Bình Xuyên in Saigon.
In den USA plädierte Omar Bradley für eine Unterstützung des Navarre-Plans, während sein Nachfolger im Amt des Vorsitzenden der Joint Chiefs of Staff, Admiral Arthur W. Radford, aufgrund der bereits früher vorgetragenen Einwände von US-Militärs Ende August 1953 dagegen votierte. Diese Meinung setzte sich auch im US-Verteidigungsministerium durch, obwohl John Foster Dulles den Plan unterstützte.
Die Việt Minh setzten inzwischen in den von ihr kontrollierten Gebieten die Landreform mit der Verteilung von Boden an arme Bauern fort. Dadurch konnten sie ihre Unterstützung innerhalb der Landbevölkerung weiter ausbauen. Ende 1953 waren die Việt Minh durch nachrichtendienstliche Mittel über die französischen Planungen vollkommen im Bilde. Als Reaktion auf die französischen Planungen formulierte die militärische und politische Führung der Việt Minh eigene Ziele. Die Việt Minh wollten einerseits durch konstante Guerillaaktivität möglichst viele französische Truppen binden. Andererseits sollten die konventionellen Operationen in den Nordwesten Richtung Laos verlagert werden, da dort die Franzosen logistisch im Nachteil waren. Wiederum als Reaktion auf diese Verlagerung ließ Navarre einen grenznahen Stützpunkt besetzen, der aus der Luft versorgt wurde. Dies führte beide Seiten schließlich dazu, dort eine konventionelle Feldschlacht zu schlagen. Für die französische Seite entwickelte sich die Schlacht um Điện Biên Phủ zu einer epocheschaffenden Niederlage. Die Việt Minh schafften es ab dem 13. März 1954 entgegen der Erwartungen der französischen Führung, im unwegsamen Terrain des Grenzgebiets konventionell kämpfende Einheiten mit Artillerie einzusetzen, welche den luftversorgten französischen Stützpunkt in mehrwöchigen Gefechten bis zum 8. Mai 1954 eroberten. Die Niederlage in Dien Bien Phu leitete in der öffentlichen französischen Meinung eine Trendwende ein. Der vormals nur gering wahrgenommene Kolonialkrieg auf einem anderen Kontinent rückte dadurch schlagartig in den Mittelpunkt. Hatte sich zu Beginn des Krieges noch eine geringe Mehrheit von Befragten in Frankreich für dessen Fortführung ausgesprochen, so waren nach der Niederlage nur noch 7 % für eine Fortführung des Krieges, 60 % votierten für eine Verhandlungslösung.

## Indochinakonferenz 1954
Ab dem 26. April 1954 tagte die Indochinakonferenz in Genf. An der Konferenz nahmen die beiden Kriegsparteien Frankreich und die Demokratische Republik Vietnam sowie die USA, China, Großbritannien, die Sowjetunion, Vietnam, Laos und Kambodscha teil. Die französische Delegation wurde zu Beginn von Georges Bidault geleitet, der ein Verbleiben der französischen Kolonialmacht am Verhandlungstisch sichern wollte. Infolgedessen unterbreitete er den Vorschlag eines Waffenstillstands entlang der Grenzen der tatsächlichen militärischen Kontrolle. Somit wären die Bevölkerungszentren der Kolonie weiterhin in französischer Hand verblieben. Die Việt Minh um ihren Verhandlungsführer Pham Van Dong forderten die Unabhängigkeit der drei Staaten in Indochina und freie, geheime Wahlen binnen sechs Monaten. Die Niederlage von Dien Bien Phu brachte jedoch die französische Regierung um Laniel zu Fall. Als Nachfolger wurde Pierre Mendès France gewählt, der bereits jahrelang ein erklärter Gegner des Krieges war. Mendès France setzte sich selbst öffentlich das Ziel, den Krieg diplomatisch zu beenden oder zurückzutreten. Unter der Vermittlung des chinesischen Delegationsführers Zhou Enlai vereinbarten die Việt Minh und Frankreich die provisorische Teilung Vietnams entlang des 17. Breitengrades; die freien Wahlen sollten spätestens zwei Jahre nach dem Kriegsende durchgeführt werden. Dies wurde von US-amerikanischer Seite als essentiell angesehen, um in Südvietnam eine antikommunistische Regierung aufzubauen. Die Führung der Việt Minh rückte unter dem Druck ihrer chinesischen und sowjetischen Verbündeten vom Ziel der Unabhängigkeit eines einzigen vietnamesischen Staates unter ihrer Führung ab. Die kommunistischen Staaten befürchteten ein Eingreifen der USA in den Konflikt, sollte es zu keiner Verhandlungslösung kommen. Die Sowjetunion sah Zugeständnisse an die Regierung Mendès France als Mittel, Frankreich aus der Europäischen Verteidigungsgemeinschaft herauszuhalten, und räumte der Situation in Europa gegenüber Asien eine höhere Priorität ein. Darüber hinaus sicherten die Việt Minh ihre Nichtintervention in Laos und Kambodscha zu, wenn im Gegenzug keine US-amerikanischen Basen in diesen Ländern errichtet würden. Die Vereinigten Staaten zogen tatsächlich ein Eingreifen in den Konflikt in Betracht (die sogenannte Operation Vulture, die auch den Einsatz taktischer Atomwaffen einschließen sollte). Der kurz nach Beendigung des Koreakriegs kriegsmüde US-Kongress stellte jedoch der eigenen Regierung die Bedingung, dass dies nur als Teil einer multinationalen Koalition möglich sei. Dies scheiterte an der mangelnden Unterstützung Großbritanniens und der Commonwealthstaaten, die eine Intervention an der Seite Frankreichs für militärisch aussichtslos hielten.
Bezüglich Laos und Kambodscha einigten sich die Konfliktparteien, die bereits bestehenden profranzösischen und monarchistischen Regierungen als die einzig legitimen Volksvertretungen anzuerkennen. Der kommunistischen Widerstandsbewegung Pathet Lao wurden jedoch zwei nördliche Provinzen als Umgruppierungszonen zugestanden in der Hoffnung, dass die Regierung mit den Kommunisten eine Verhandlungslösung ausarbeiten werde. Die zahlenmäßig sehr kleine kommunistische Guerillagruppe der Khmer Issarak, die in Kambodscha operierte, erhielt auf der Konferenz keine Anerkennung.

## Folgen

### Kriegsopfer, Flüchtlinge und Kriegskosten
Gesamtschätzungen gehen von rund einer halben Million Todesopfern des Konfliktes aus. Auf Seiten Frankreichs starben insgesamt rund 130.000 Kombattanten. Davon waren 59.745 Angehörige der französischen Armee, 20.700 von ihnen waren französische Staatsangehörige aus dem Mutterland. Die Todesraten der französischen Streitkräfte waren bei nordafrikanischen Kolonialtruppen mit 9,2 % am höchsten. Die Fremdenlegion folgte mit 8,2 %. Das höchste Risiko, im Krieg zu sterben, betraf jedoch die regulären und irregulären Hilfsverbände, die aus Vietnamesen gebildet wurden. Hier starb rund ein Viertel der eingesetzten Soldaten, insgesamt rund 71.000 Todesopfer. Neben den Gefallenen wurden rund 88.000 Menschen verwundet, die auf französischer Seite kämpften. Die Việt Minh zählten zwischen 1946 und 1954 rund 200.000 Todesopfer in den eigenen Reihen. Die Mehrzahl der zivilen Todesopfer fand sich in Tonkin. Die Einschätzung der Zahl der getöteten Zivilisten reicht von 125.000 bis rund 800.000. Der Zeitzeuge, Kriegsberichterstatter und Politikwissenschaftler Bernard B. Fall ging von rund einer Million Todesopfer insgesamt auf vietnamesischer Seite aus. Der Historiker Christopher Goscha verortet die Mehrheit der vietnamesischen Todesopfer unter der ländlichen Zivilbevölkerung, deren Anzahl die von den Franzosen getöteten Việt Minh und der von den Việt Minh getöteten profranzösischen Einheimischen deutlich übersteige. Eine offizielle Aufstellung von Toten und Verwundeten wurde weder von Seiten der Việt Minh noch der ihr nachfolgenden Staaten veröffentlicht.
Beide Seiten setzten in unterschiedlichem Umfang Folter ein. Die französischen Geheimdienstbehörden hatten umfangreiche Erfahrung mit Folter als Mittel der Repression und des Verhörs gegenüber Einheimischen aus der Kolonialzeit. Dabei gab es in der in Indochina zuständigen Sûreté Fédérale persönliche Kontinuitäten zur Vorkriegszeit mit der Übernahme derer Methoden. Bei der Rückeroberung Südvietnams 1946 setzte die Armee massiv Foltermethoden ein, so dass der damalige Oberbefehlshaber der CEFEO General Valluy im Sommer 1946 dem Militär Folter per se verbot. Ebenso versuchte der Verteidigungsminister Paul Ramadier, die Folter durch das Militär per Geheimbefehl zu verbieten. Nach französischen Presseberichten und vietnamesischen Memoiren und Geschichtswerken blieb Folter aber auf französischer Seite weiterhin ein Mittel des Krieges. Eine systematische Quantifizierung der Gewalt ist bis dato noch nicht verfügbar, so dass das genaue Ausmaß unklar bleibt. Ebenso fehlt eine systematische Aufarbeitung der Folter von Seiten der Việt Minh. Diese sei zumeist durch den Nachrichtendienst der Organisation im Rahmen der Gegenspionage gegen vermutete Agenten der Franzosen innerhalb der vietnamesischen Bevölkerung und ihrer eigenen Organisationen geführt worden. 1951 verboten die internen Sicherheitsorgane der Việt Minh Folter als Mittel des Verhörs. Im Zuge des Beginns der noch im Krieg eingeleiteten Landreform 1953 in Tonkin kam es zur Anwendung von Folterpraktiken gegenüber Landbesitzern und wohlhabenden Bauern.
Beide Seiten setzten Kinder für ihre Zwecke im Krieg ein. Die Việt Minh setzten Kinder routinemäßig innerhalb der Guerillaeinheiten für Aufklärung, Nachrichtenbeschaffung und als Meldegänger ein. Seltener wurden Kinder als Kombattanten eingesetzt. In Hanoi wurde 1946 eine spezielle Einheit aus 175 Kindern zwischen acht und vierzehn Jahren – meist Waisen der Hungersnot – gebildet, die dem Hauptstadtregiment der Việt Minh unterstellt wurde. Zahlreiche Rekruten der Việt Minh waren jugendlichen Alters. Der französische Militärgeheimdienst Deuxième Bureau betrieb in Vung Tau eine paramilitärische Ausbildungsakademie für französische und einheimische Kinder, die von mehreren Hundert durchlaufen wurde. Der französische Nachrichtendienst setzte Kinder für Geheimdienstaufgaben ein.
In weiten Teilen des Landes, insbesondere in Nordvietnam, waren weite Teile der Infrastruktur zerstört. Die Nahrungsmittelproduktion in Tonkin nahm nach der kurzen Friedensperiode zunehmend ab. Der Krieg, der sich vor allem in den ländlichen Gegenden abspielte, führte zu einem Urbanisierungsschub. Die Population der Region Chợ Lớn vervierfachte sich von 500.000 zum Ende des Zweiten Weltkriegs auf zwei Millionen Menschen zum Ende des Indochinakriegs. Nach dem Kriegsende wanderten rund eine Million Menschen, vor allem katholische Vietnamesen aus Nordvietnam, in den Süden aus. Die rund 6500 im Norden Vietnams lebenden französischen Staatsangehörigen flohen entweder in den Süden oder kehrten nach Europa zurück.
Auf französischer Seite verschlang der Krieg bis 1952 rund die Hälfte der von den Vereinigten Staaten geleisteten Wirtschafts- und Militärhilfe, insgesamt rund 4,5 Milliarden US-Dollar. Die letzten beiden Kriegsjahre verursachten vergleichbare Kosten von 3,6 Milliarden, die zur Hälfte durch US-Zahlungen gedeckt waren. Ohne die US-Zuwendungen hätte Frankreich, um einen Bankrott abzuwenden, den Krieg 1952 beenden müssen.

### Politische Folgen für Frankreich
Die öffentliche Meinung in Frankreich nahm den Krieg insbesondere bis zu seiner Eskalation durch das Erstarken der Việt Minh eher als Marginalie wahr. Aufgrund der nur wenigen Zehntausend europäischen Einwohner der Kolonie und der von Freiwilligen und oft Nichtfranzosen geführten Kämpfe gab es für in Frankreich lebende Franzosen kaum Berührungspunkte mit dem Konflikt. Ab 1948 begann die französische Presse über die Parteiengrenzen hinweg unter dem Schlagwort des „dreckigen Krieges“ (französisch sale guerre) den Krieg in Indochina zu kritisieren. Die Kommunistische Partei Frankreichs erhob ab 1949 die Beendigung des Krieges zu ihrer drängendsten innenpolitischen Forderung. Dabei konnte die PCF eine Streikbewegung unter den Hafenarbeitern in Frankreich in Gang bringen, die 1950 ihren Höhepunkt erreichte.
Nach dem Ende des Krieges wurde Mendès France von der katholischen Rechten und der Poujadistischen Bewegung massiv kritisiert, weil er die vietnamesischen Katholiken im Stich gelassen habe. Der in katholischen Kreisen einflussreiche François Mauriac versuchte daraufhin eine neue kolonisierungskritische Christliche Demokratie zur Unterstützung von Mendès France zu gründen, scheiterte jedoch mit diesem Vorhaben. Jean-Marie Le Pen, der als Fallschirmjäger in Vietnam eingesetzt wurde, bekämpfte aktiv die Dekolonisierungspolitik und verband dies mit antisemitischen Schmähungen gegenüber Mendès France. 1956 zog Le Pen als poujadistischer Abgeordneter in die Nationalversammlung ein. In der öffentlichen Meinung Frankreichs wurde nach dem Krieg die These vertreten, die US-Regierung habe die Franzosen im Indochinakrieg bewusst nur mangelhaft unterstützt, mit dem Ziel, Südvietnam auf Kosten Frankreichs der eigenen Einflusssphäre zuzuschlagen. Als Hauptmotivation wurde die Aneignung ökonomischer Vorteile unterstellt. Einer der Hauptvertreter dieser These war de Gaulle selbst. Der französische Historiker Pierre Brocheux verweist diese Ansicht aufgrund der militärtechnischen Hilfeleistung und der Wahrung der Interessen französischer Unternehmen in Südvietnam nach dem Krieg ins Reich der Legenden. Vielmehr habe dieser Antiamerikanismus es zugelassen, die Widersprüche und Probleme in der eigenen Politik zu verschleiern.
Innerhalb des noch bestehenden französischen Kolonialreichs wirkte der Rückzug aus Indochina als eine Ermutigung nationalistischer Gruppen, die Unabhängigkeit durch bewaffneten Kampf zu verfolgen. Wenige Monate nach dem Frieden von Genf eröffnete die FLN durch Terroranschläge in Algier den Algerienkrieg. Deren Vertreter übernahmen sowohl rhetorisch als auch organisatorisch Konzepte der Việt Minh. Innerhalb der Militärelite Frankreichs sorgte die Niederlage in Indochina nach der Niederlage von 1940 für eine weitere Ernüchterung und förderte die Bereitschaft, den Krieg in Nordafrika um jeden Preis zu führen. Zahlreiche Offiziere, die maßgeblich an der Aufstandsbekämpfung in Algerien beteiligt waren, hatten vormals in Indochina gedient. Sie brachten ihre Vorstellungen und Methoden aus Südostasien mit. Ein Teil dieser Offiziere, unter anderem der ehemalige Oberbefehlshaber der CEFEO Raoul Salan, fanden sich als führende Mitglieder in den Reihen der OAS wieder, welche den Friedensschluss mit terroristischen Mitteln zu hintertreiben suchte.
Die Anwerbung Deutscher zur Legion in der französischen Besatzungszone belastete das deutsch-französische Verhältnis. In der Tagespresse und den Publikationen von gesellschaftlichen Organisationen kursierten in der Bundesrepublik übertriebene Angaben über die Zahl der angeworbenen und im Krieg gefallenen Legionäre deutscher Herkunft. Die Beteiligung deutscher Staatsbürger am Krieg wurde zeitweise bis um das Zehnfache überschätzt. Die SPD und auch die Presse in Ostdeutschland hoben diese Praxis medial hervor, um damit die Westbindung der Regierung unter Konrad Adenauer zu kritisieren. Im Mai 1955 stellte das französische Militär die Werbung in der Bundesrepublik ein.
Gegen Ende des Kalten Krieges rückten die Angelegenheiten der Veteranen in Frankreich nochmals in den Fokus. Veteranenorganisationen konnten 1989 durchsetzen, dass die Gefangenschaft französischer Soldaten bei den Việt Minh als Kriegsgefangenschaft anerkannt und entsprechend entschädigt wurde. 1991 kam es zur Boudarel-Affäre, bei der Veteranenorganisationen dem Hochschullehrer Georges Boudarel, der 1950 zu den Việt Minh übergelaufen und 1968 amnestiert worden war, Beteiligung an Folter und Misshandlung französischer Kriegsgefangener vorwarfen. Boudarel wurde vor Gericht freigesprochen, musste jedoch seine Stellung an der Universität Paris VII aufgeben.

### Kommunistischer Staat in Nordvietnam
Mit der chinesischen Militärhilfe kam auch eine formal übergeordnete politische Mission unter Führung des KP-Funktionärs Luo Guibo in die DRV. Diese waren beratend tätig und instruierten die vietnamesischen Kommunisten zu Übernahme maoistischer Konzepte der Massenorganisation, politischer Repression, Kaderauswahl und Landreformpolitik. Die Entwicklung begann mit Selbstkritikkampagnen und Säuberungen unter den Funktionären der Việt Minh. Diese Personalpolitik führte zur Repression von Kadern mit einer nichtkommunistischen Vergangenheit oder angenommener politischer Unzuverlässigkeit. Ab 1950 wurden auch Propagandakampagnen im von der DRV kontrollierten Territorium nach chinesischem Vorbild durchgeführt. Ab 1952 begannen in diesem Rahmen planmäßige Repressionen gegen unerwünschte Bevölkerungsschichten wie Landbesitzer und vormalige Kolonialkollaborateure, unabhängig von etwaiger Unterstützung der Unabhängigkeitsbewegung. Ebenso wurde der bereits vorher bestehende Personenkult um Ho Chi Minh deutlich verstärkt und wurde wie in China um Mao staatstragendes Element in der DRV.
Nach dem Kriegsende sah sich die kommunistische Führung in der nun international anerkannten DRV (Demokratische Republik Vietnam) sehr schwierigen ökonomischen Verhältnissen gegenüber. Durch den Wegfall der Reislieferungen aus dem Mekongdelta drohte eine erneute Hungersnot, die nur durch von der Sowjetunion vermittelte Lieferungen aus Burma abgewendet werden konnte. Die Parteiführung forcierte das bereits während des Krieges 1953 begonnene Landreformprogramm. Unter der Führung des Chefideologen Trường Chinh wurde die Landbevölkerung nach chinesischem Vorbild in soziale Klassen unterteilt, um eine planmäßige soziale Umwälzung zu ermöglichen. Dabei griff die Kommunistische Partei Vietnams zu Zwangsmaßnahmen, die zur Exekution von rund 3.000 bis 50.000 Bauern führten. Dabei waren auch zahlreiche Menschen betroffen, welche die Việt Minh aktiv unterstützt hatten. Die Landreform führte zu einem Einbruch der Produktivität und zu Unruhen. Nachdem es in der Heimatprovinz von Ho Chi Minh, Nghệ An, zu bewaffneten Aufständen gegen die DRV gekommen war, wurde das Programm vorerst gestoppt und Truong Chinh seiner führenden Rolle als Generalsekretär der Partei enthoben. Der Staat bediente sich jedoch auch danach der Einkerkerung, Hinrichtung und umfassender Pressezensur als Mittel seiner Innenpolitik. Die Umwälzungen im Norden führten zu einer Massenflucht der gebildeten Schichten sowie der Katholiken Richtung Südvietnam. Diese Bewegung wurde durch Schiffe der US-Marine und Bemühungen der CIA im Rahmen der unmittelbar nach dem Kriegsende begonnenen Operation Passage to Freedom massiv unterstützt.

### Teilung Vietnams und Intervention der USA

Territoriale Verhältnisse in Folge des Indochinakriegs mit den daraus hervorgehenden vier unabhängigen Staaten 1954–1955

Die US-Regierung betrachtete die Ergebnisse der Indochinakonferenz als Niederlage im Kalten Krieg und befürchtete, dass eine Vereinigung Vietnams mit politischem Übergewicht des kommunistischen Staates im Norden eine weitere Ausbreitung kommunistischer Systeme in Südostasien zur Folge haben werde (Domino-Theorie). Infolgedessen entschlossen sie sich, die Bildung und Unterstützung eines antikommunistischen Staats in Südvietnam voranzutreiben. Hierzu installierten die USA den Katholiken Ngô Đình Diệm als Premierminister im Süden. Dieser wurde durch massive Wirtschafts- und Militärhilfe gestützt. Ein Beraterstab der CIA um den US-Offizier Edward Lansdale nahm vor Ort auf politische Entscheidungen maßgeblichen Einfluss.
Im Zuge der Teilung Vietnams verließen rund eine halbe Million Katholiken, rund 200.000 Buddhisten sowie rund 20.000 Mitglieder des Bergvolks der Nung Nordvietnam in Richtung Süden, um sich dem Zugriff des kommunistischen Staates zu entziehen. Ebenso verließen rund 45.000 Angehörige der chinesischen Minderheit, von denen viele später nach Taiwan auswanderten, den Norden. Im Gegenzug zur Flüchtlingsbewegung aus dem Norden verließen rund 50.000 bis 90.000 Việt Minh und deren Sympathisanten den Süden in Richtung der DRV. Zwischen 10.000 und 15.000 kommunistische Kader verblieben in Südvietnam. Die Parteiführung in Hanoi verordnete zunächst eine gewaltlose Strategie im Süden und unterstützte eine Friedensbewegung von sympathisierenden Intellektuellen in Saigon-Cholon. Diem hintertrieb die in Genf vereinbarten freien gesamtvietnamesischen Wahlen und ließ sich 1955 durch gefälschte Wahlen im Süden als Präsident der nun unabhängigen „Việt Nam Cong Hoa“ (Republik Vietnam, „Südvietnam“) bestätigen. Diem führte ein diktatorisches Regime, das sich maßgeblich auf seine Familienmitglieder und die christliche Minderheit im Land stützte. Er führte eine aggressive Repressionskampagne gegen Funktionäre und Anhänger der kommunistischen Partei, der neben etlichen tatsächlichen auch viele vermeintliche Regimegegner zum Opfer fielen. Ebenso sorgte die Neuansiedlung von christlichen Flüchtlingen aus dem Norden oft zu Spannungen mit der buddhistischen Mehrheitsbevölkerung, die sich übervorteilt sah. Die Schwäche und mangelnde Popularität des Diem-Regimes führten ab 1956/1957 in Südvietnam zur Entstehung einer Guerilla gegen das Regime. Ein Hauptmittel der Guerilla war die gezielte Ermordung mehrerer hundert Beamter und Würdenträger des Diem-Regimes. Ab 1959 begann der Norden, diese Aufstandsbewegung durch die Entsendung von Guerillakämpfern zu unterstützen. Der Konflikt eskalierte schließlich mit der Intervention der Vereinigten Staaten in den Vietnamkrieg.
Die beiden Königreiche Laos und Kambodscha wurden mit dem Genfer Abkommen von 1954 wieder zu souveränen Staaten. Die USA führten mittels der CIA und der Generäle Phoumi Nosavan und Vang Pao einen geheimen Krieg um die Macht im Königreich Laos. Einzig in Kambodscha wurden die im Genfer Abkommen vereinbarten freien Wahlen auch tatsächlich durchgeführt. Kambodscha blieb von 1954 bis zum Lon-Nol-Putsch im April 1971 eine konstitutionelle Monarchie mit dem König Norodom Suramarit, dem Vater von Prinz Sihanouk.

### Erinnerungskultur und künstlerische Verarbeitung
Auf vietnamesischer Seite lieferte der Indochinakrieg als Sieg der kommunistischen Unabhängigkeitsbewegung den Gründungsmythos des modernen, vietnamesischen Staates. Die Regierung förderte ab den 1950er Jahren den Aufbau von vielen verteilten Heldenfriedhöfen als Orte des Gedenkens an die Gefallenen. Seit den 1990er Jahren arbeitet die vietnamesische Regierung an einer DNA-Datenbank zur Identifikation unbekannter Gefallener in Zusammenarbeit mit deren Hinterbliebenen. Eine Auseinandersetzung abseits der Parteilinie, welche die Opferbereitschaft der Soldaten und die Führungsrolle der Partei in den Vordergrund stellt, ist kaum möglich. Anfang der 1990er Jahre wurden der 1955 verbotene Roman von Tran Dan Mann um Mann, Welle um Welle sowie der von Bao Ninh verfasste Roman Die Leiden des Krieges wieder veröffentlicht. Während des Krieges drehten die Việt Minh mehrere Propagandafilme, sie wurden dabei von einer Gruppe um den sowjetischen Regisseur Roman Karmen unterstützt.

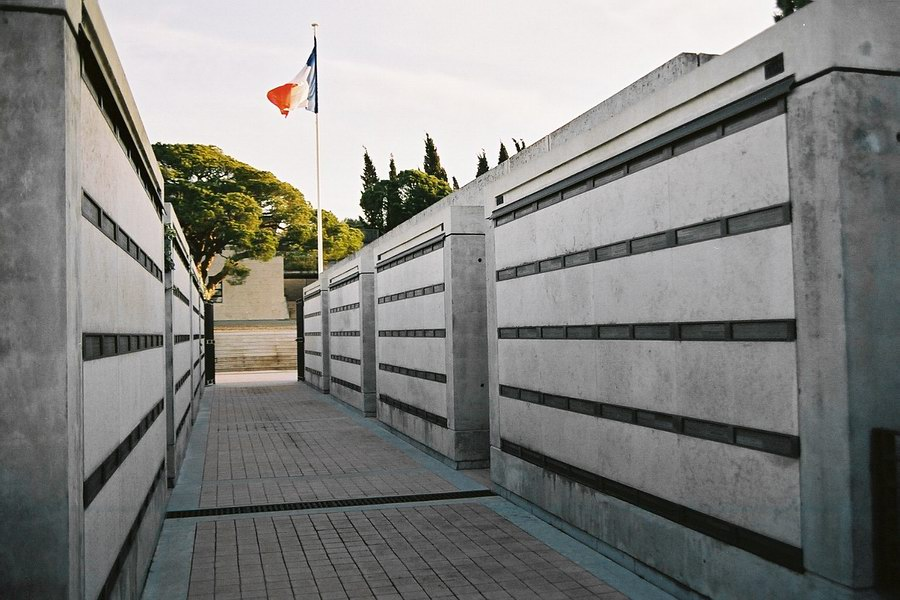
Gedenkstätte in Fréjus

Auf französischer Seite schuf die Regierung 1986 mit der Nekropole von Fréjus eine zentrale Gedenkstätte, in der die sterblichen Überreste von 25.000 französischen Zivilisten und Soldaten beerdigt sind. Französische Filmwerke und Literatur zum Krieg schildern meist die Situation der französischen Soldaten und werten ihr Schicksal zumeist als die Tragödie tapferer Soldaten, die von ihrer politischen Führung aufgegeben worden seien. Besonders einflussreich war der Filmemacher und Autor Pierre Schœndœrffer, der nach seiner Tätigkeit als Fotograf für die französische Armee in Indochina sein filmisches und literarisches Wirken seinem Kriegserlebnis widmete. Jean Lartéguy verfasste mehrere Romane über den Krieg, von denen vor allem Les Centurions prägend für das Selbstverständnis der französischen Streitkräfte in Zeiten der Dekolonialisierung wurde. Der 1957 von Marcel Camus veröffentlichte Film Mort en fraude schilderte die Brutalität beider Seiten und wurde in den französischen Kolonien verboten. International bekannt wurde Graham Greene mit seinem Buch Der stille Amerikaner, in dem er ein Sittengemälde der Kolonialgesellschaft zeichnete.